# Molophilus vernalis
Molophilus vernalis là một loài ruồi trong họ Limoniidae. Chúng phân bố ở miền Cổ bắc.